# Gentile Bellini
Gentile Bellini (født ca. 1429, død 23. februar 1507 i Venedig) var en italiensk maler og bror til Giovanni Bellini.
Bellini var elev af faren, Jacopo Bellini, og uddannede sig videre i Padua under indflydelse fra sin svoger, Andrea Mantegna.  Et ungdomsværk er Maria med barnet og to stiftere hvor portrætterne  allerede antyder hans store anlæg for individuel karakteristik. Han kom  snart til ære og værdighed i Venedig, arbejdede fra 1474 på udsmykningen  af den store rådssal i Dogepaladset mod at beklæde mægler-stillingen ved Fondaco de’ Tedeschi -  en rettighed, der senere også tilfaldt broderen, Giovanni; hans berømte  billeder her (kampene mod Barbarossa) er ødelagte ved ildebrand. Et  andet vidnesbyrd om hans anseelse er hans sendelse (1479) til  Konstantinopel, idet Mehmed 2. havde bedt republikken om at sende ham en "stor" maler; Gentile blev hos sultanen et års tid og malede bl.a. dennes, i Layard-Samlingen bevarede profilbillede. Senere skildrede han i Scuola Grande di San Giovanni Evangelista  det "hellige Kors’ Under"; han giver her en livfuld skildring af  venetiansk liv på republikkens blomstringstid af stor kulturhistorisk  værd. Et af hans sidste værker er det kolossale, af broderen fuldførte  billede i Brera i Milano, Skt Marcus prædikende i Alexandria.  Så betydelig en kunstner Gentile end var, nåede han dog ikke ud over en  vis ubehjælpsomhed i de kunstneriske midler; en harmonisk kunstnerisk udfoldelse med fuldt herredømme over de tekniske midler var forbeholdt  den yngre broder.